# Agrilus sulcipennis
Agrilus sulcipennis es una especie de insecto del género Agrilus, familia Buprestidae, orden Coleoptera.
Fue descrita científicamente por Solier, 1849.